# Siguranța alimentară
Siguranța alimentară (sau igiena alimentelor) este folosită ca metodă/disciplină științifică care descrie mânuirea, prepararea și depozitarea alimentelor pentru a prevenii bolile transmise de alimente. Apariția a două sau mai multe cazuri de boli similare care rezultă din ingestia unui aliment comun este cunoscută sub numele de focar de boală transmisă de alimente. 
În considerarea practicilor din industrie la piață, considerentele privind siguranța alimentară includ originile alimentelor, practicile legate de etichetarea alimentelor, igiena alimentelor, aditivii alimentari, reziduurile de pesticide, politicile privind biotehnologia și alimentele, liniile directoare pentru gestionarea importurilor și exporturilor guvernamentale, inspecție și certificare sisteme pentru alimente.
Alimentele pot transmite agenți patogeni care pot duce la îmbolnăvirea sau moartea persoanei sau a altor animale. Principalele tipuri de agenți patogeni sunt bacteriile, virușii, mucegaiul și ciupercile.

## Probleme și reglementări
Problemele și reglementările privind siguranța alimentară se referă la:
- Agricultura și practicile de creștere a animalelor
- Practici de fabricare a alimentelor
- Aditivi alimentari
- Alimente noi
- Mâncăruri modificate genetic
- Etichetă alimentară
- Contaminarea alimentelor.

## Contaminarea alimentelor
Contaminarea alimentelor are loc atunci când alimentele sunt combinate cu o altă substanță. Se poate întâmpla în procesul de producție, transport, ambalare, depozitare, vânzare și procesul de gătit. Contaminarea poate fi fizică, chimică sau biologică.

## Proceduri sigure de manipulare a alimentelor (de la piață la consumator)
Cele cinci principii cheie ale igienei alimentare, conform OMS, sunt: 
- Preveniți contaminarea alimentelor cu agenți patogeni care se răspândesc de la oameni, animale de companie și dăunători.
- Separați alimentele crude de cele gătite pentru a preveni contaminarea alimentelor gătite.
- Gătiți alimentele pentru o perioadă adecvată de timp și la temperatura adecvată pentru a ucide agenții patogeni.
- Păstrați alimentele la temperatura adecvată.
- Utilizați apă sigură și materii prime sigure. .